# Lagere Zeevaartschool Pollux

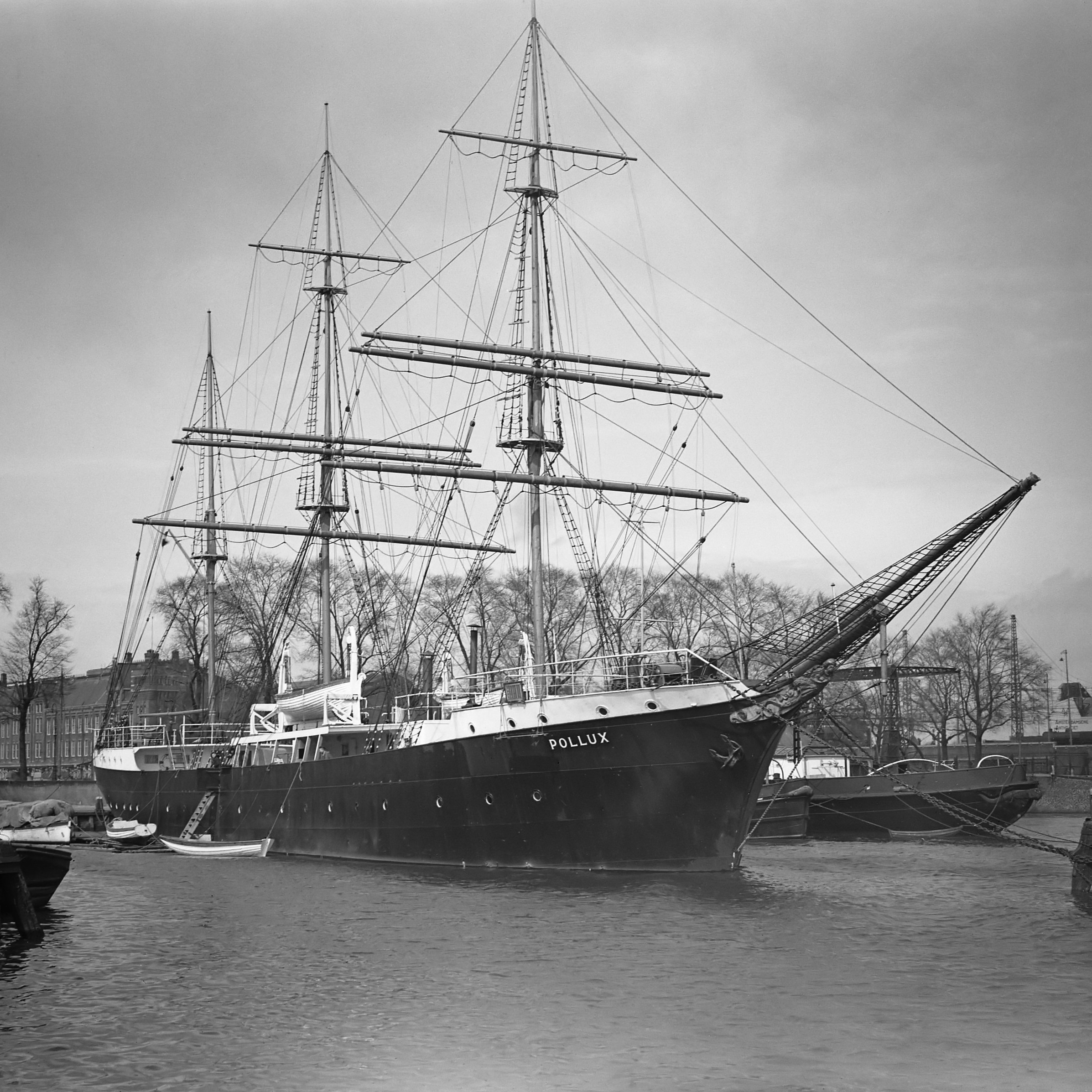
De Pollux in 1949

De Lagere Zeevaartschool Pollux werd in 1849 door de Koninklijke Nederlandsche Zeil- en Roeivereeniging te Amsterdam opgericht als het Matrozen-Instituut. Het was bedoeld voor "jongelingen van minderen stand, ten einde dezelve op te leiden tot bekwame matrozen". Deze konden niet terecht op de prestigieuze Kweekschool voor de Zeevaart aan de Prins Hendrikkade te Amsterdam. Via het Matrozen Instituut konden ze - met aanleg en geluk - uiteindelijk de rang van onderofficier of zelfs officier bereiken.
Omdat de behoefte aan op een zeilschip getrainde matrozen afnam, werd de opleiding in 1989 opgeheven.

## Schepen
De ligplaats van de opleidingsschepen was vanaf het begin in 1849 het Oosterdok te Amsterdam. Het eerste schip was de 'Dordrecht'. Deze werd opgevolgd door de 'Venus', daarna kwamen de 'Ajax' en de 'Zeehond'. Die laatste werd in 1913 vervangen door de 'Pollux'. De Nederlandse regering gaf deze gerestaureerde ijzeren brik uit 1880 in bruikleen aan het instituut. De opleiding werd toen omgedoopt tot 'Lagere Zeevaartschool Pollux'. In 1941 werd de Pollux vervangen door de Pollux (II)

## Dagindeling
De jongens in opleiding sliepen in hangmatten op het tussendek van de Pollux. De dagindeling, zoals deze gold in 1913, was: om 05:30 uur, het zogenoemde 'overal', worden de hangmatten geborgen. Het dek wordt daarna voor de maaltijden en lessen gebruikt. Om 06:00, na wassen en aankleden, werd er ontbeten: gort met stroop. Stipt 06.30 vingen de werkzaamheden aan tot 12:00 uur, met een vast kwartiertje tussendoor om koffie te drinken. De scheepspot is een wisselende maaltijd per dag van de week: vier dagen gebaseerd op peulen: 1 dag bonen, 2 dagen cappucijners, en 1 dag snert, 2 dagen groenten en vlees, en 1 dag 'zakkoek met krenten'. Na de middagschaft waren de jongens een uur vrij. Hierna weer werkzaamheden tot 16:00. Dan werd brood en koffie verstrekt. Van 17.30 tot 19:00 was er les in zeemanswerk en drie uur per week werd er aan lager onderwijs besteed. Hierna was er thee met brood met kaas. Om 21:00 ging het licht uit. 's Nachts werd er wacht gelopen. Woensdagmiddag en zondag na de kerk zijn de jongens vrij. Dertig tot veertig jongens waren tegelijk in opleiding.

## Resultaat
De volledige opleiding kostte f 120.— per persoon inclusief uitrusting, voeding en kleding. Dit bedrag moest binnen twee jaar na voltooiing van de opleiding door de leerling worden voldaan. De uitrusting werd verstrekt zodra een jongen naar zee ging. In de eerste zestig jaar van het instituut voltooiden bijna 2000 jongens de opleiding, ze werden (bijna) allemaal door Amsterdamse rederijen in dienst genomen.
De crimineel Dries Riphagen doorliep in 1923 de Lagere Zeevaartschool Pollux en was enkele jaren lichtmatroos ter koopvaardij.